# Olli Tukiainen
Olli «Ollie» Tukiainen (08 de abril de 1977) é um guitarrista finlandês conhecido por seu trabalho com a banda de rock alternativo Poets of the Fall, do qual é um dos fundadores.

## Carreira
Olli estudou na "Pop & Jazz Conservatory" da cidade de Oulunkylä. Logo após se formar, Olli foi dono de uma empresa que criava ringtones. Foi nesta mesma época que ele trabalhou como guitarrista da banda de jazz finlandesa Pohjoinen Syke. No início dos anos 90, conheceu o vocalista Marko Saaresto, e juntos eles formaram a banda Playground. Nesta banda, Olli era o principal compositor.

## Modelos de instrumentos utilizados
| Guitarras - Ibanez UV777BK Steve Vai Signature (atual) - Ibanez JEM77BRMR - Ibanez AEL2012E - Ibanez GB100 - Ibanez RG7321BK - Ibanez RG 750 - Washburn N2 | Amplificadores - Peavey 5150 II Head Pedaleiras - Boss GT-100 - Ibanez Tubescreamer TS7 - Digitech Whammy 4 - Boss NS2 - Boss OD3 |

## Discografia
- 1990 - Playground (Demo album)

### Com oPoets of the Fall
- 2005 - Signs of Life
- 2006 - Carnival of Rust
- 2008 - Revolution Roulette
- 2010 - Twilight Theater
- 2012 - Temple of Thought
- 2013 - Live in Moscow 2013
- 2014 - Jealous Gods
- 2016 - Clearview

### Participações em outros projetos
- 2009 - Solo de guitarra na música "My Heart Is A Beating Drum", presente no álbum Cyanide Skies, da banda Phoenix Effect.[4]
- 2011 - Composição da faixa "Salaisuuksia", presente no álbum "Kauriinsilmät", da cantora "Johanna Kurkela"[5]
- 2011 - Composição da faixa "Kaipaus Nousee Siivilleen", presente no álbum "Martti Saarinen", do músico "Martti Saarinen"[5]
- 2013 - Composição da faixa "Until Silence" presente no álbum "Colours In The Dark", da cantora "Tarja Turunen"[5]